# Reformierte Kirche Serneus

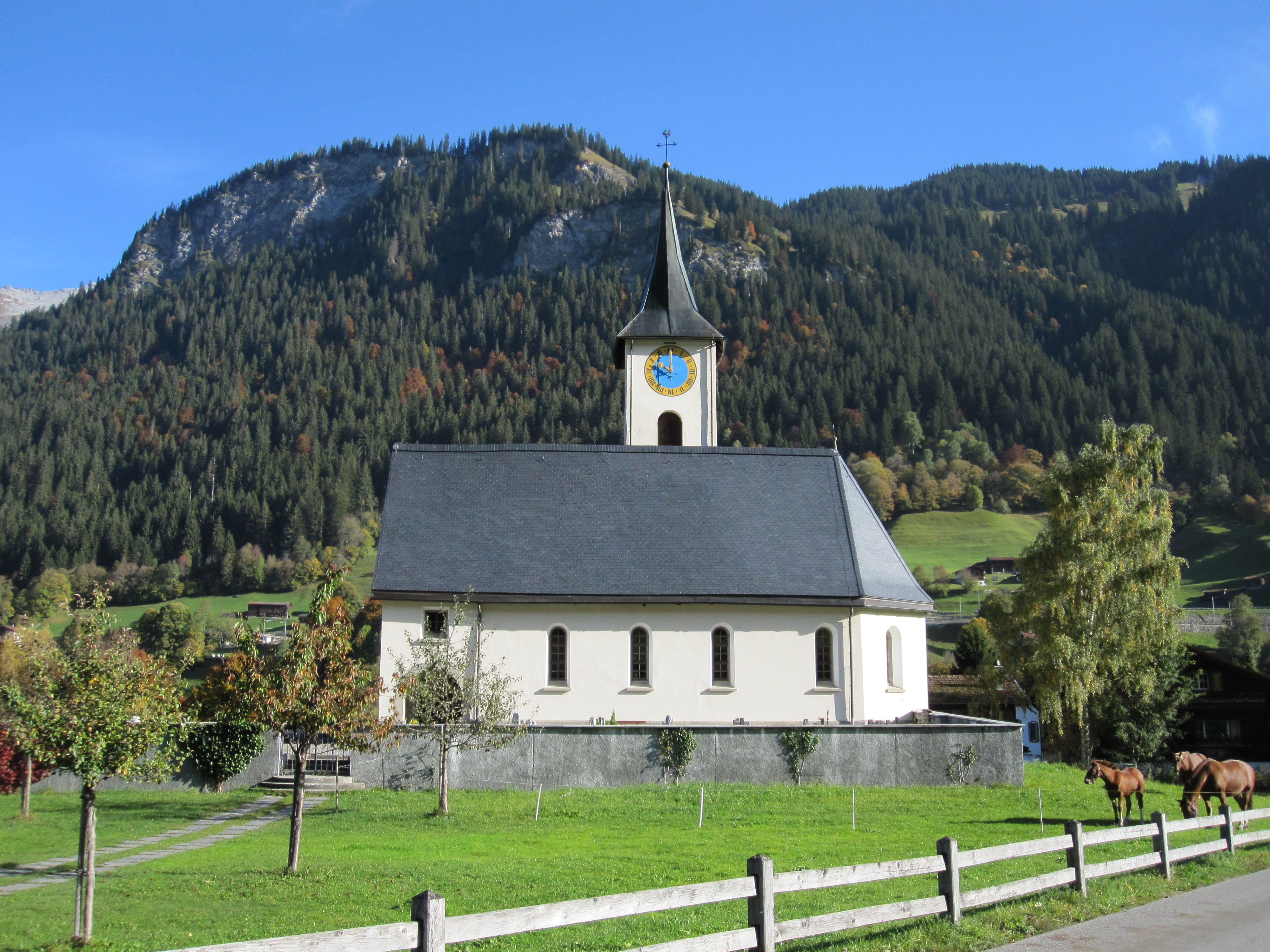
Aussenansicht der Serneuser Kirche St. Sebastian

Die reformierte Kirche in Serneus im Prättigau ist ein evangelisch-reformiertes Gotteshaus unter dem Denkmalschutz des Kantons Graubünden (Schweiz).

## Geschichte und Ausstattung
Die Sebastianskirche wurde in vorreformatorischer Zeit 1479 als spätgotischer Bau unter dem Patrozinium von St. Sebastian errichtet. Der anliegende Turm trägt ein Zeltdach mit Spitzhelm.
Als Kirchenvögte der noch vor der Reformation bereit gestellten Kapelle amteten damals Jan Nutten Flury (Serneus), Nut Margadant und Cristen Jos (Mezzaselva). Geweiht war sie der Mutter Gottes, St. Sebastian, St. Fabian, St. Georg, St. Luzius und St. Florin. Als Hauptschutzpatron galt der heilige Sebastian, denn in den Zinsvergabungen selber leuchtet meist nur noch sein Name auf. Eine Besonderheit des Kirchenbaus stellt dar, dass er nicht ins Dorf eingemittet, sondern dem Dorf vorgelagert ist, was Pfarrer Emil Marty (1869–1931) zu folgenden Zeilen veranlasste: «Zwischen drin stand wie auf Vorposten im schönsten Wiesengrunde unser Dorfkirchlein, anspruchslos und doch etwas keck, wie wenn’s sagen wollte: Ihr Berge seid gross und stark, aber das, was ich will, ist doch noch grösser und stärker als ihr.»
Die Kanzel von 1674 liegt auf einem Steinfuss auf und ist reich mit Holzschnitzereien verziert. Vor ihrem Aufgang steht ein mächtiger Predigtstuhl aus dem 18. Jahrhundert.
Aus der Zeit des Prättigauer Aufstands während der Bündner Wirren ist mündlich überliefert, dass 1622 ein österreichischer Soldat eine die Lutherbibel lesende Frau in ihrem Haus angetroffen und mit seiner Hellebarde auf das Buch eingeschlagen habe.

## Kirchliche Organisation
Serneus bildet innerhalb der Evangelisch-reformierten Landeskirche Graubünden mit Klosters – analog zur politischen Vereinigung – seit 1975 eine gemeinsame Kirchgemeinde, nachdem das Dorf seit der Reformation eine selbständige Pfarrei gebildet und seit 1723 durchgehend einen eigenen Pfarrer gehabt hatte.
Eine der beiden Pfarrpersonen der Gesamtgemeinde Klosters-Serneus bewohnt das Pfarrhaus in Serneus.

## Orgel

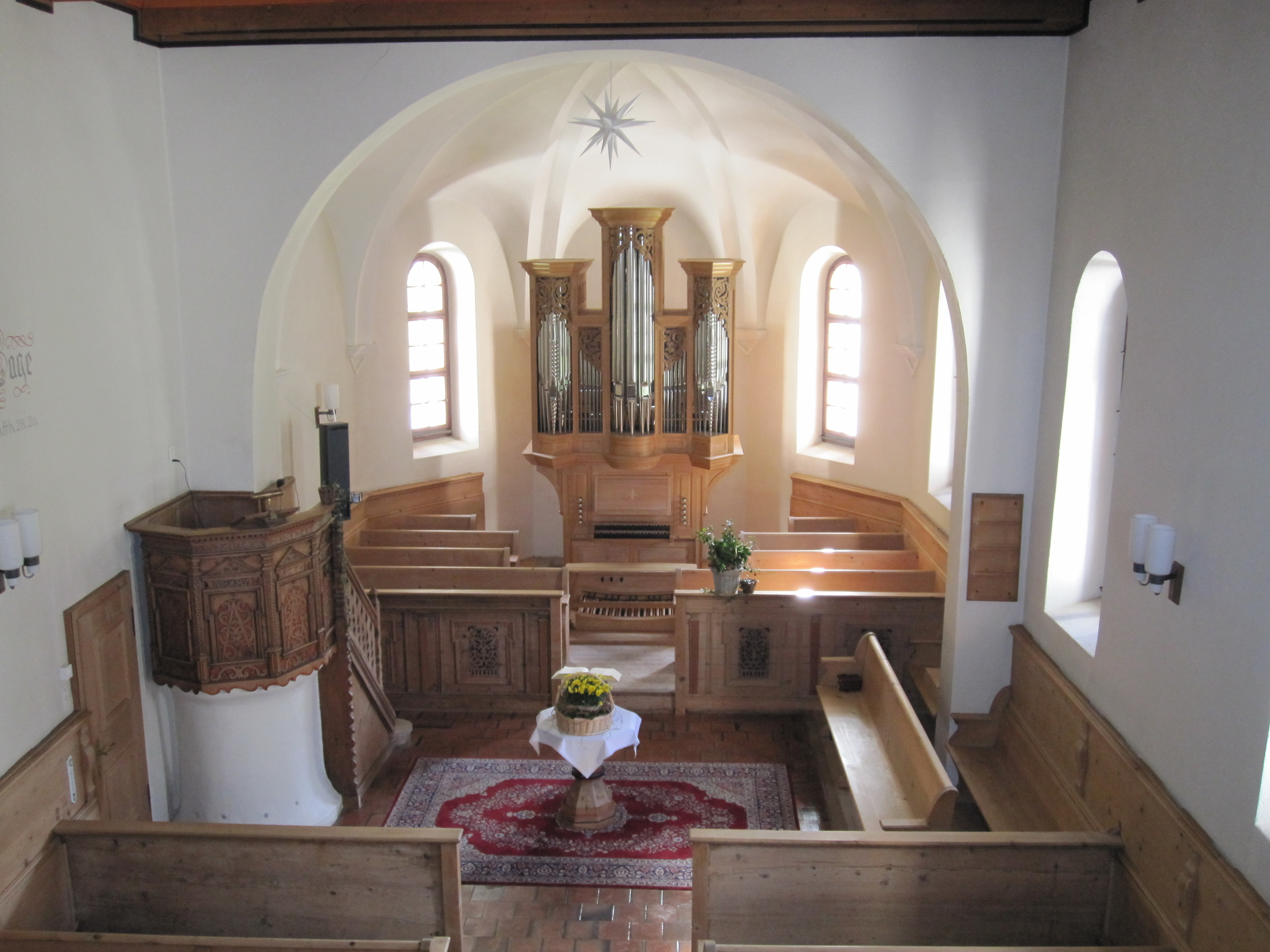
Inneres der Kirche mit Blick auf die Späth-Orgel, die im Chor aufgestellt ist

Anfang des 17. Jahrhunderts erhielt die Serneuser Kirche eine erste Orgel; heute steht diese als Hausorgel in Klosters. Im 19. Jahrhundert wurde die 1686 von Elias Köberle erbaute Orgel der Reformierten Kirche in Klosters nach Serneus versetzt, kam 1929 ins Heimatmuseum Nutli Hüschi und steht heute nach Restaurierung wieder in der Reformierten Kirche Klosters. Die Serneuser Kirche erhielt zunächst 1929 eine neue Orgel von Jakob Metzler, Felsberg, mit vier Registern auf einem Manual, und schließlich 1978 die heutige Orgel von Späth Orgelbau AG in Rapperswil, mit 10 Registern auf zwei Manualen und Pedal. Die Disposition lautet:
| I Hauptwerk C–g3 |           |    |
| 1.               | Praestant | 8′ |
| 2.               | Rohrflöte | 8′ |
| 3.               | Oktave    | 4′ |
| 4.               | Schwiegel | 2′ |
| 5.               | Cymbel    | 1′ |

| II Positiv C–g3 |             |       |
| 6.              | Holzgedackt | 8′    |
| 7.              | Holzflöte   | 4′    |
| 8.              | Oktave      | 2′    |
| 9.              | Quinte      | 1 ⁄3′ |

| Pedal C–f1 |           |     |
| 10.        | Untersatz | 16' |

- Koppeln: II/I, I/P, II/P
- Traktur: Schleifladen, vollmechanisch

## Galerie

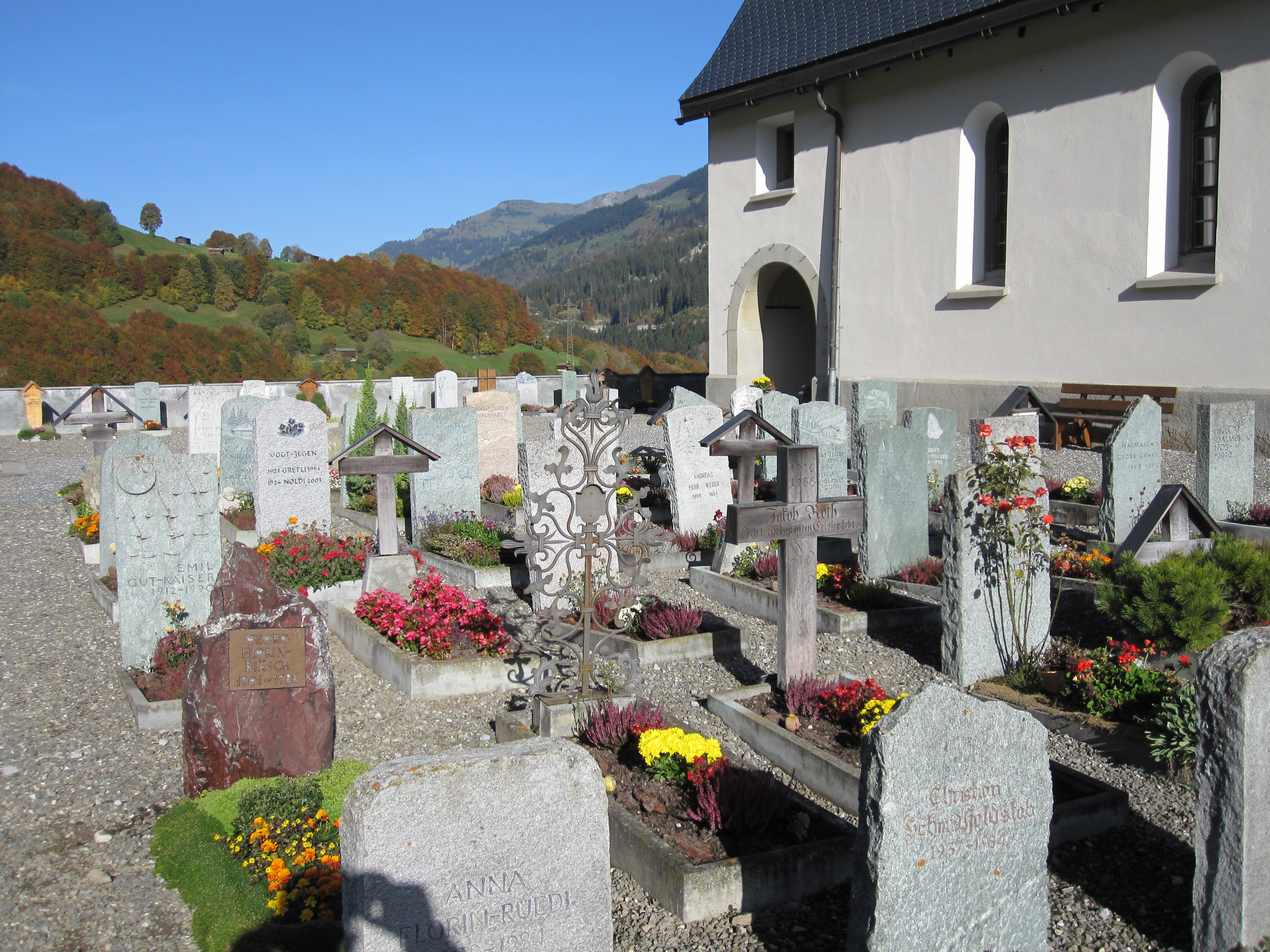
Friedhof der Kirche
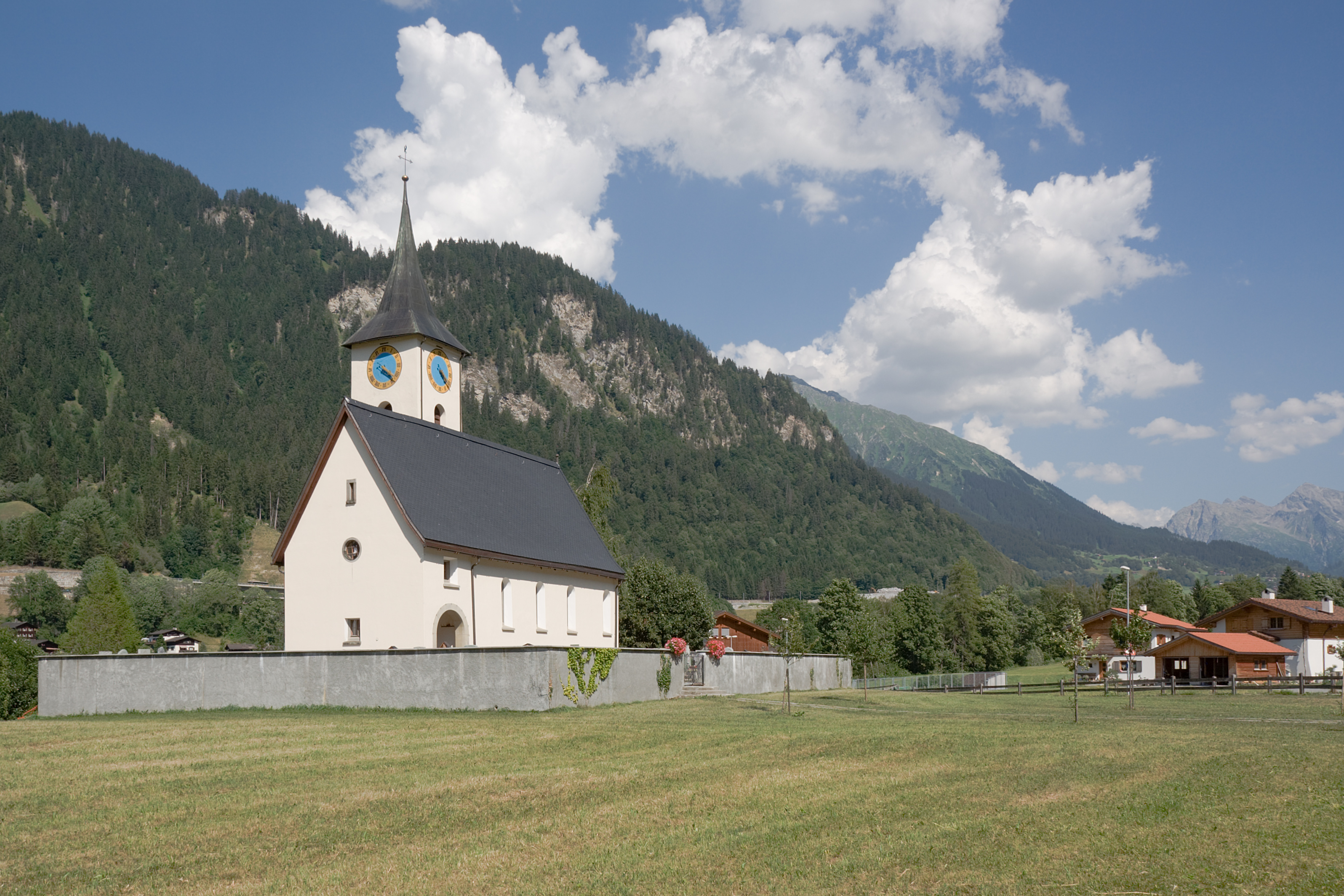
Die reformierte Dorfkirche auf freiem Feld
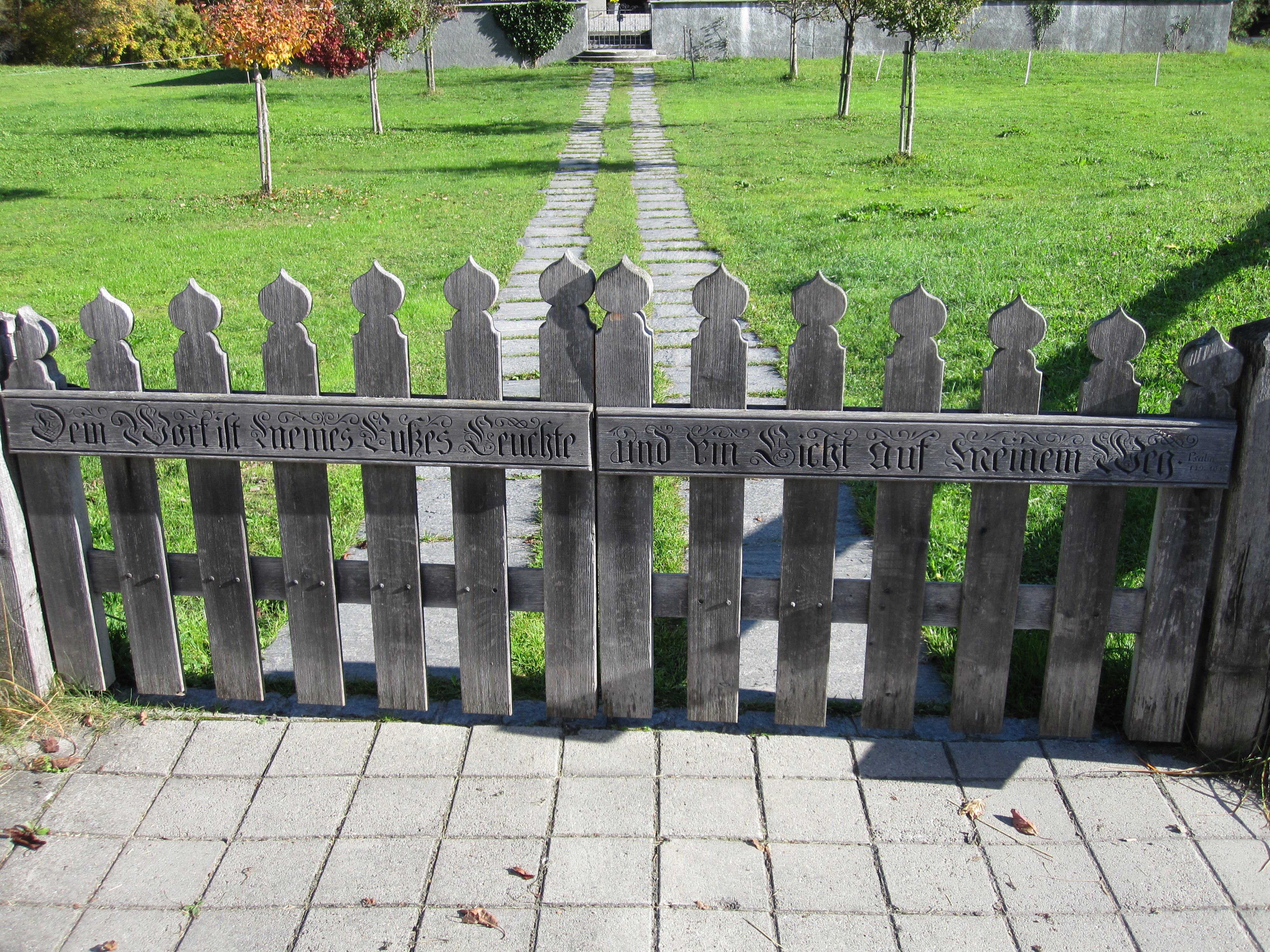
Biblischer Spruch auf dem Tor vor dem Kirchweg
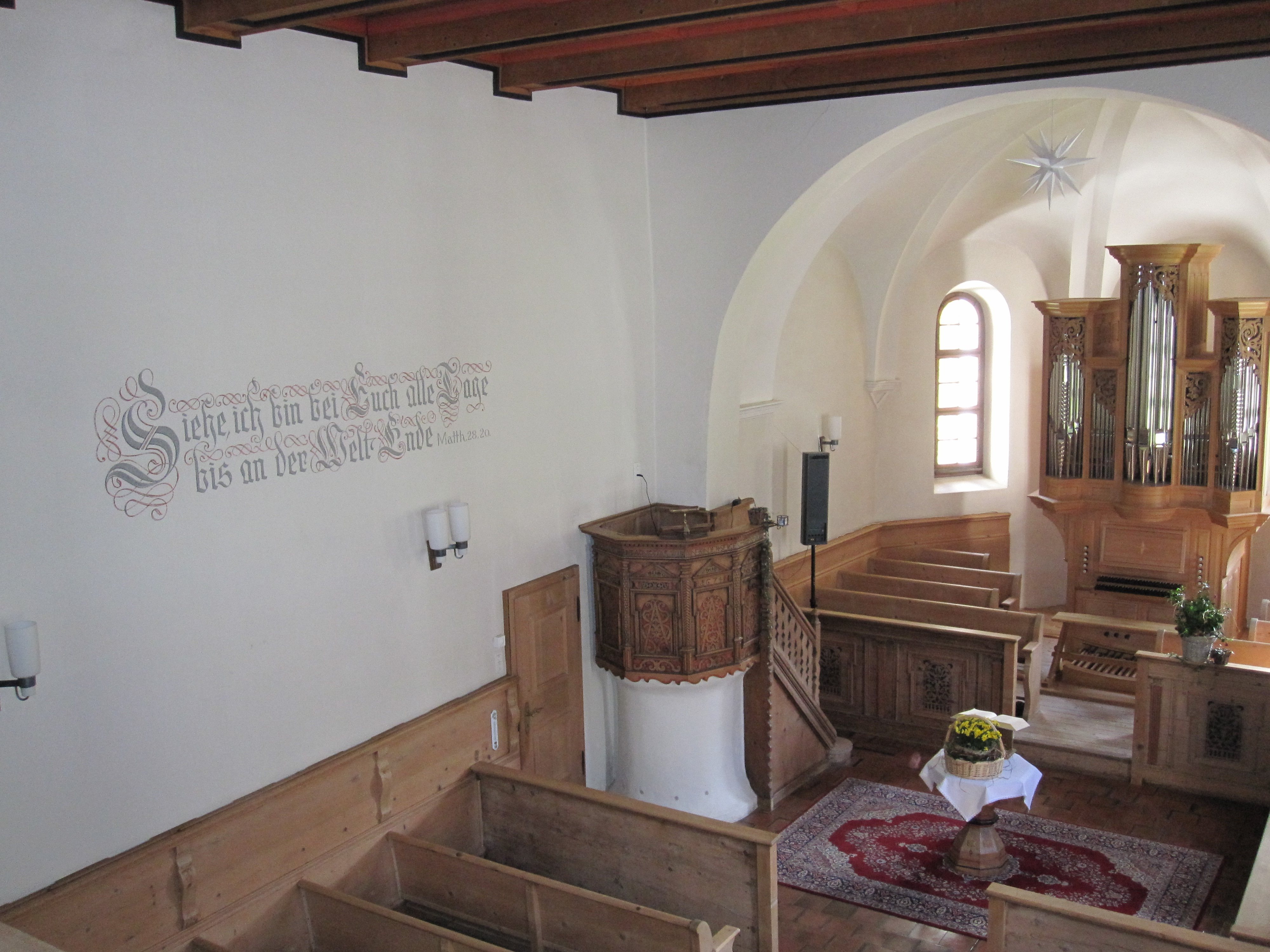
Biblischer Wandspruch
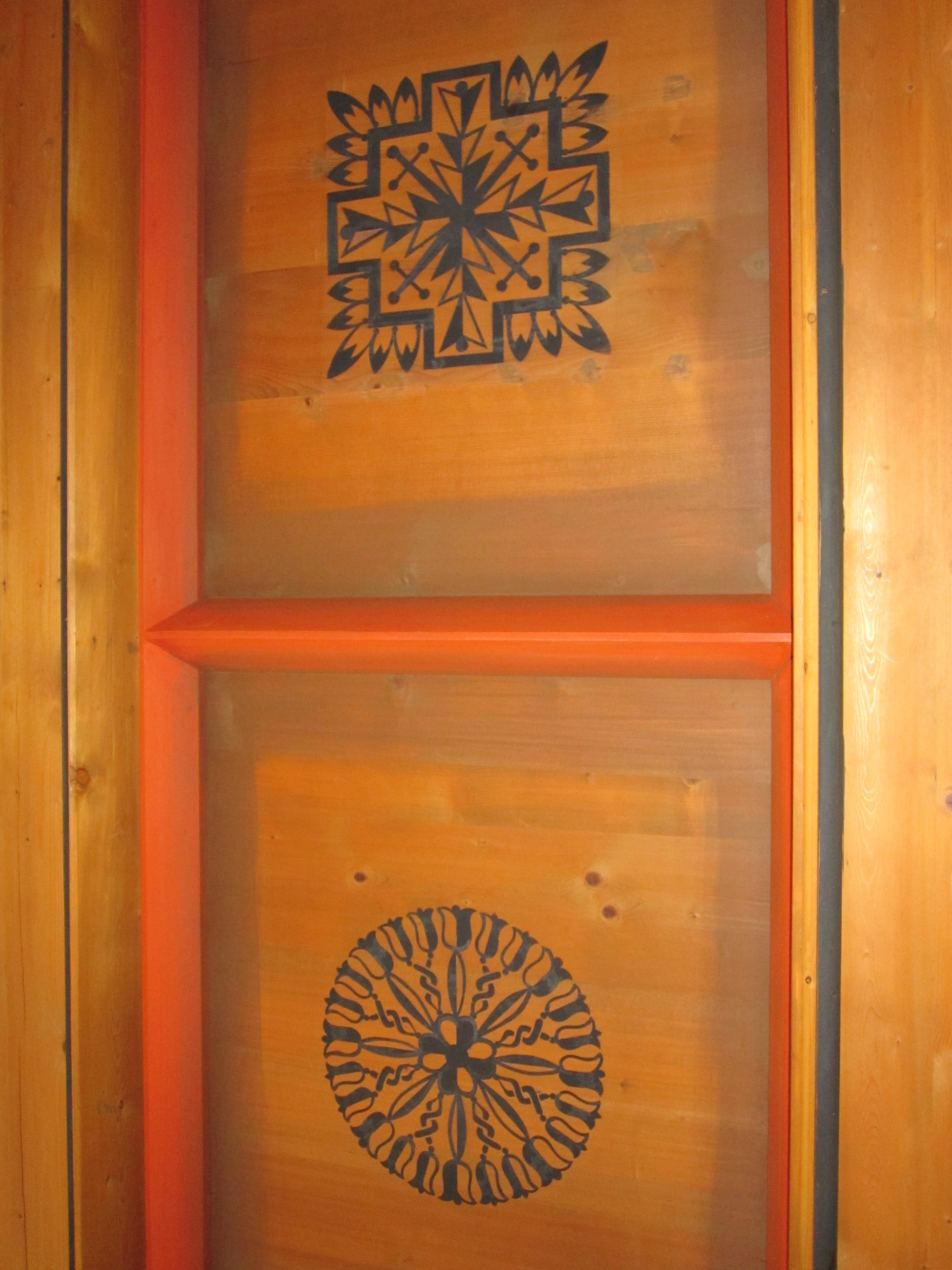
Deckenmalerei

## Belege
1. ↑  Anton von Sprecher: Das Zinsbuch der Kirche von Serneus vom Jahre 1479 aufgeführt in: Die Schweizergeschichte in den periodischen Veröffentlichungen des Jahres 1951, Seite 158; abgerufen am 15. Januar 2021
2. ↑  Jakob Vetsch: Das Gotteshaus zu Serneus. Eine Festschrift Schiers 2004, Seiten 11 und 12 (Zitat aus dem Stiftungsbericht, wiedergegeben im Zinsbuch der Kirche Serneus vom Jahre 1479 Seite 1)
3. ↑  Jakob Vetsch: Das Gotteshaus zu Serneus. Eine Festschrift. Schiers 2004, Seite 2. Pfr. Emil Marty hat aus seiner Lebenserfahrung heraus zahlreiche kleinere Geschichten verfasst, posthum 1932 herausgegeben im Buch Die meinen Weg kreuzten. So zum Beispiel Mein Nachbar Hidschi, hier wiedergegeben auf den Seiten 64–66. Nach seiner Serneuser Zeit amtete er in Maienfeld GR und Balgach SG, bevor er als Pfarrer von Winterthur-Töss ZH Mitbegründer und Hauptredaktor des Kirchenboten für den Kanton Zürich wurde (Reformierte Pfarrer, Nr. 47, Seite 51)
4. ↑  Jakob Vetsch: Das Gotteshaus zu Serneus. Eine Festschrift. Evangelisch-reformierte Kirchgemeinde Klosters-Serneus (Hrsg.), 1979, erneuerte Auflage 2004, Seite 39 (Foto von der Lutherbibel: Johannes Haltiner)
5. ↑  Die Orgeln von Serneus im Orgelverzeichnis Schweiz und Liechtenstein
6. ↑  Ein idyllischer Tag – Die 500-Jahr-Feier der Kirche Serneus im Jahre 1979 Reformationssonntag, 4. November 1979. Johannes Haltiner, in: Klosterser Zeitung. Freitag, 9. November 1979; abgerufen am 19. März 2021
7. ↑  Wieder greifbar: Das Gotteshaus zu Serneus Jakob Vetsch, Pfr., Zürich, in: Klosterser Zeitung. Donnerstag, 15. Juli 2004
8. ↑  Serneuser Fest mit Wetterglück. Auch die Kirche miteinbezogen. Johannes Haltiner, in: Klosterser Zeitung. Donnerstag, 12. August 2004, Seite 11
9. ↑  Serneus: Inschriften Einleitende Gedanken von Pfarrer Jakob Vetsch zur zweiten Auflage Das Gotteshaus zu Serneus 2004 auf serneus.ch; abgerufen am 20. März 2021

Koordinaten: 46° 53′ 26″ N, 9° 50′ 24,4″ O; CH1903: 782992 / 196071